# Sara (auteur)
Sara, (à l'état civil Anne de La Roche Saint-André), née le 17 mars 1950 à Nantes (France), et morte le 5 août 2023 à Paris, est une auteure pour la jeunesse, illustratrice, et réalisatrice française.
En 2005, elle a reçu la Pomme d'Or de Bratislava lors de la Biennale d'illustration de Bratislava.
Sara utilise, dans tous ses albums, comme dans son film À Quai, la technique de papiers déchirés et collés.

## Biographie
Dans son entrevue avec Janine Kotwica en 2006 pour La Revue des livres pour enfants, Sara dévoile la relation particulière qu'elle entretient avec le langage : « [Beaucoup de gens] privilégient l'idée d'une image, le concept intellectuel qui la sous-tend, alors que pour moi c'est l'impression qu'elle dégage qui est importante. […] Il y a, dans mon geste lorsque je déchire, une immédiateté, une proximité avec mes sentiments, que je n'éprouve pas de cette manière avec les autres techniques. […] Ce n'est pas une technique d'illustration. […] Mes images n'illustrent pas. En quelque sorte, elles sont le texte. […] Déchirer du papier, c'est un langage. J'utilise cet autre langage. »
Elle réalise un court-métrage d'animation entièrement en papier déchiré, À quai. Il est vendu en DVD en accompagnement de l’album sans texte au même titre. Le film d'animation « est accompagné d'une musique d'inspiration sud- américaine, à la fois rythmée et empreinte de nostalgie. Une ambiance de nuit, d'errance devant des bateaux en partance, de rencontres improbables, d'attachements voués à la déchirure », selon La Revue des livres pour enfants. Pour cet ouvrage À quai, et pour l'album Révolution, elle est récompensée de la Pomme d'Or de Bratislava en 2005, lors de la Biennale d'illustration de Bratislava.
En 2014 elle illustre le conte Blanche-Neige des frères Grimm, dans l'album dont elle modifie la typographie initiale du titre, Blancheneige. « Par la puissance de son illustration
Sara nous en donne une lecture nouvelle,
comme plongée dans un bain de révélateur
photographique » selon La Revue des livres pour enfants .

## Filmographie
- 2005 : A Quai - Film réalisé par Sara et Pierre Volto, avec la musique de Radikal Satan.

## Expositions
- 2005 : Biennale d'illustration de Bratislava
- 2013 : Biennale des illustrateurs - Moulins

## Prix et distinctions

### Prix
- 1992 : (international) « Honour List »[7] de l' IBBY pour A travers la ville
- 2005 :  Pomme d'Or de Bratislava[3], lors de la Biennale d'illustration de Bratislava, pour ses albums Révolution et À quai.

### Décoration
- Chevalier de l'ordre des Arts et des Lettres 2022[1]

## Publications

### Années 1990
- Dans la gueule du loup, Épigones (1990)
- À travers la ville, Épigones (1990)
- La Longue Route de Vagabonde, Épigones (1991)
- Bateau sur l’eau, Épigones (1992)
- C’est mon papa, Épigones (1993)
- La Nuit sans lune, Épigones (1994)
- Mon chien et moi, Épigones (1995)
- Le Chat des collines, Éditions Circonflexe (1998)
- Je suis amoureux, Éditions Circonflexe (1999)

### Années 2000
- Le Loup, Éditions Thierry Magnier (2000)
- Le Rat musicien, Éditions Circonflexe (2000)
- Joséphine au restaurant, Éditions Circonflexe (2001)
- Volcan, Éditions Thierry Magnier (2002)
- La Petite Fille sur l’océan, Éditions Circonflexe (2002)
- Révolution, Éditions du Seuil (2003)
- Du temps…, Éditions Thierry Magnier (2004)
- À quai, album et DVD, Seuil Jeunesse (2005)
- La Laisse rouge, Bilboquet (2005)
- Éléphants, Éditions Thierry Magnier (2006)
- Imagier de Sara, Editions Art à la page, coll.« Image par image » (2006)
- Enchaîné, texte de Valérie Dayre, La Joie de lire (2007)
- Les Métamorphoses d'Ovide (extraits), Circonflexe (2007)
- Ma balle perdue, Autrement jeunesse (2008)
- Nu, Seuil Jeunesse (2009)
- Astrophysique, La Joie de lire (2009)
- Big-bang, ouvrage collectif composé avec Sara, Régine Detambel & les Mille univers, Les Mille univers (2009)
- Ça fait rire les poètes ! : anthologie de pépites poétiques et autres éclats de rire, poèmes réunis par Jean-Marie Henry, Sara, Rue du monde (2009)
- Ce type est un vautour, texte de Sara, illustrations de Bruno Heitz, Éditions Casterman (2009)

### Années 2010
- Arzel : Le vent, texte d’Édith de Cornulier-Lucinière, La Joie de lire (2010)
- Arzel : Le rêve, texte d’Édith de Cornulier-Lucinière, La Joie de Lire (2010)
- Je suis né bonhomme, Thierry Magnier (2010)
- La Revanche du clown, Éditions Thierry Magnier (2011)
- Elle et moi, L'Art à la page (2011)
- Cacophonie dînatoire : la Cène est sur la scène, texte George & co, Les Mille univers (2011)
- C'est mon papa, L'Art à la page (2011)
- Fables, texte de Jean de La Fontaine, Le Genévrier (2012)
- Le Roi-grenouille ou Henri-le-Ferré, texte de Jacob Grimm, Le Genévrier (2013)
- Un bon fermier, texte de Su Dongpo, traduit du chinois par Chun-liang Yeh, HongFei Cultures (2013)
- L'Homme des villes de sable, texte d’Édith de Cornulier-Lucinière, Chandeigne (2014)
- L'Invité arrive, texte de Du Fu, traduit du chinois par Chun-liang Yeh, HongFei Cultures (2014)
- Blanche-Neige, texte de Jacob Grimm, Le Genévrier (2014)
- Pitchou, Rue du monde (2014)
- La Barbe bleue, texte de Charles Perrault, Le Genévrier (2016)
- Si les chats de Venise, texte de Édith de Cornulier-Lucinière, Le Genévrier (2017)
- La Traque, Thierry Magnier (2018)
- Auto-interview, Éditions du Sonneur (2018)
- Reconnaître les saints dans les musées et les églises, guide pratique, éditions Maison de négoce littéraire Malo Quirvane (2019)

### Années 2020
- Le Chat Botté, texte de Charles Perrault, Le Genévrier (2023, posthume)

### Articles
- Claude Hubert-Ganyaire, « Tête à tête avec Sara », La revue des livres pour enfants, no 140, été 1991, p. 28-31 lire en ligne. PDF (consulté le 23 août 2022)
- Ulrike Blatter, « À propos de Sara. Interview », Parole, no 2/06, 2006, p. 2-3
- Nathalie Beau, « Sara et l'album "Du temps" », Images des livres pour la jeunesse. Lire et analyser, Paris, Thierry Magnier-SCEREN, 2006, p. 36-51
- Sara, « La curieuse sensation du temps », Griffon, no 207, avril-juin 2007, p. 12
- Michelle Charbonnier, Anne Clerc, Hélène Sagnet, « Sara et le "langage de l'image" », entretien avec Sara et Valérie Dayre, Lecture jeunesse, no 127, septembre 2008, p. 23-25
- Simon Roguet, « Le petit théâtre de Sara », entretien, Citrouille (Association des librairies spécialisées jeunesse), no 49, 2008, p. 9-11
- Séverine Lacourthiade et Thierry Opillard, « Sara, le processus de création à la croisée des langages », Les actes de lecture (Association française pour la lecture), no 108, décembre 2009, p. 21-26 (lire en ligne) (consulté le 23 août 2022)
- « Sara entre 4 yeux », entretien, Livres au trésor. Sélection 2009 (Centre de ressources en Seine-Saint-Denis sur le livre de jeunesse, 2009, p. 10-12
- Ghislaine Chagrot, « Comment Sara révèle Blanche-Neige », La Revue des livres pour enfants, no 301, 2018, p. 172-179 (lire en ligne) (consulté le 23 août 2022)
- « De Kalīla wa Dimna à La Fontaine - Voyage à travers les fables », Catalogue de l'exposition co-organisée par le Louvre d'Abu Dhabi, la Bibliothèque nationale de France et France Muséums, présentée au Louvre d'Abu Dhabi du 27 mars au 21 juillet 2024